# کریتیو اسمبلی
کریتیو اَسِمبلی (انگلیسی: Creative Assembly)، یک شرکت توسعه‌دهنده بازی‌های ویدئویی مستقر در شهر هورشم است که در سال ۱۹۸۷ توسط تیم Ansell تأسیس شد. در سال‌های ابتدایی، این شرکت در حال کار بر روی انتقال بازی‌ها به ام‌اس-داس از پلتفرم‌های آمیگا و اسپکتروم بود، بعدها با الکترونیک آرتس کار کرد؛ تا انواع بازی‌های تحت نام تجاری ای‌ای اسپورتس را تولید کند. در سال ۱۹۹۹، این شرکت دارای منابع کافی برای تلاش در جهت یک پروژه جدید و اصلی بود، که به منظور توسعه بازی رایانه‌ای شوگون: جنگ تمام‌عیار که یک بازی انتقادی و تجاری بود، و به عنوان یک بازی استراتژیک محسوب می‌شود. عناوین متعلق به مجموعه جنگ تمام‌عیار بر روی موفقیت شوگون: جنگ تمام‌عیار ساخته شده‌است که موفقیت‌های حیاتی و تجاری شرکت را افزایش می‌دهد.
در مارس ۲۰۰۵، مجمع خلاق به وسیلهٔ سگا به عنوان یک شرکت تابع خریداری شد. یک شعبه استرالیا از Fortitude Valley, Queensland به عنوان Studios استرالیا اداره شد. در زیر سگا، عناوین جنگ تمام‌عیار بیشتر توسعه یافت و مجمع خلاقانه با کنسول بازی‌های اکشن ماجراجویی مانند اسپارتان: Total Warrior, Viking: Battle for Asgard و Alien: Isolation وارد بازار شد.

## تاریخچه
مؤسسه خلاق در سال ۱۹۸۷ تأسیس شد. بنیانگذار تیم انزل، برنامه‌های کامپیوتری حرفه‌ای را در سال ۱۹۸۵ شروع کرده و عناوین بازی‌های ویدئویی برای CPC Amstrad, Commodore 64 و آتاری ۸۰۰ را آغاز کرده‌است. در ابتدا Ansell کوچکترین شرکت را حفظ کرد تا شخصاً بتواند کار کند برنامه‌نویسی کامپیوتر. کار اولیه او، که اغلب توسط Ansell به‌طور شخصی تولید شده بود، شامل بازی‌های پورتال از پلتفرم آمیگا به DOS بود، مانند بازی‌های Stunt Car Racer جف Crammond 1989 و Shadow of the Beast توسط Psygnosis. مجمع خلاقان در سال ۱۹۹۳ با الکترونیک آرتس شروع به کار کرد و عناوین تحت برچسب ای‌ای اسپورتس را با نام DOS از بازی‌های اولیه فیفا آغاز کرد. با استفاده از ای‌ای اسپورتس، مجامع خلاق توانستند محصولات خطرناک تولید را با حمایت‌های رسمی لیگ تولید کنند. محصولات این شرکت شامل مسابقات جام جهانی راگبی برای سال‌های ۱۹۹۵ و ۲۰۰۱، بازی برای جام جهانی کریکت ۱۹۹۹ و بازی‌های لیگ فوتبال استرالیا برای ۱۹۹۸ و ۱۹۹۹ بود که AFL 98 به ویژه در بازار استرالیا موفق بود. وقتی روشن شد که شرکت نیاز به گسترش بیشتر دارد، Ansell در سال ۱۹۹۶ به عنوان مدیر خلاق مایکل سیمپسون کار می‌کرد. سیمپسون، طراح میکرو تراشه تبدیل به طراح بازی ویدیویی شد، بعدها نیروی محرکه طراحی خلاقانه مجموعه جنگ تمام‌عیار شد. Ansell خلاقیت را ترک کرد پس از آنکه سگا سازنده را در سال ۲۰۰۵ به دست آورد، بعدها تیم هیتون به مدیر استودیو تبدیل شد.